# گریلینگ (آلاسکا)
گریلینگ (به انگلیسی: Grayling) شهری در ناحیه سرشماری یوکان-کویوکوک ایالت آلاسکا است که جمعیت آن در سرشماری سال ۲۰۰۰ میلادی ۱۹۴ نفر بوده‌است.